# Tren de Aragua
Tren de Aragua (spanische Aussprache: [tɾen de aˈɾaɣwa]; deutsch: Zug aus Aragua) ist eine 2005 entstandene transnationale kriminelle Organisation aus Venezuela, die von den USA als ausländische terroristische Organisation eingestuft wird. Das Kartell ist bekannt für seine Aktivitäten in den Bereichen Menschenhandel, Drogenhandel, Erpressung, Zuhälterei und anderer schwerer Verbrechen.

## Geschichte
Laut dem Thinktank Insight Crime geht ihr Ursprung auf ein Eisenbahnprojekt im Jahr 2005 zurück, das die venezolanischen Bundesstaaten Aragua und Carabobo verbinden sollte, daher der Name „Aragua-Zug“. Dem Bericht der auf organisierte Kriminalität in Lateinamerika spezialisierten Denkfabrik zufolge begann das Syndikat für Aufträge Geld zu verlangen und Auftragnehmer um Schutzgeld zu erpressen.
Gegründet wurde Tren de Aragua von Héctor Rusthenford Guerrero Flores alias „Niño Guerrero“ (* 2. Dezember 1983), Yohan José Guerrero alias „Johan Petrica“ und Larry Amaury Álvarez Núñez alias „Larry Changa“ (* Mai 1977).
„Niño Guerrero“ war ab 2010 Häftling im Gefängnis von Tocorón, etwa 70 Kilometer von Caracas entfernt. „Larry Changa“ war wegen Totschlags in besonders schweren Fällen zu 17 Jahren Haft verurteilt. Er saß dort schon seit 2007 ein, ebenso wie „Johan Petrica“.
Niño Guerrero entkam 2012 aus dem Gefängnis durch Bestechung eines Wärters und wurde 2013 erneut verhaftet. Nach seiner Rückkehr verwandelte er mit Petrica und Changa das Gefängnis in eine Art Freizeitkomplex für Häftlinge. Medienberichten zufolge gab es für seine 7000 Insassen Restaurants, Bordelle, eine Diskothek, Lagerräume und einen kleinen Zoo. Dies alles entstand in der Amtszeit der Ministerin beim Ministerium der Volksmacht für die Strafvollzugsanstalten Iris Varela zwischen 2011 und 2019. Ebenso entstand ein Tunnel, den Guerrero nutzen konnte, um das Gefängnis jederzeit verlassen zu können. Laut dem Direktor der venezolanischen Beobachtungsstelle für Gewalt, dem Soziologen Roberto Briceño-León, habe die Regierung von Hugo Chávez im Jahr 2005 „die interne Kontrolle über die Gefängnisse durch eine Vereinbarung, in der die externe Kontrolle abgeschafft wurde und sie für die Aufrechterhaltung der internen Ordnung und die Vermeidung von Todesfällen verantwortlich waren, an die Insassen selbst übertragen.“
Ab 2013 begann Guerrero, Tren de Aragua mit anderen Banden zu verbünden, um seinen Einflussbereich auszuweiten. Laut Insight Crime und Berichten des venezolanischen Observatoriums für Gewalt übernahmen sie auch die Kontrolle über das Viertel San Vicente in Maracay, der Hauptstadt des Bundesstaates Aragua.
Changa brach 2015 aus dem Tocorón-Gefängnis aus und tauchte für drei Jahre unter, ehe ihn die chilenische Polizei in Chile lokalisierte, wo er eine Fast-Food-Kette betrieb, mit der er Geld für Tren de Aragua wusch. Er baute die Bande zu einer der wichtigsten kriminellen Gruppen Chiles aus und kontrollierte wichtige Grenzübergänge für Migrantenschmuggel, Menschenhandel und Erpressung in städtischen Gebieten. Außerdem erweiterte er die kriminelle Bandbreite der Gruppe um Entführungen, Drogenhandel und Geldwäsche.
Ab 2016, einem Jahr, in dem sich die Wirtschaftskrise in Venezuela verschärfte und die ersten Migrationswellen verzeichnet wurden, erkannte die Bande, wie sie durch Menschen, die auf der Suche nach Brot und Arbeit aus dem Land flohen, Geld verdienen konnte, so die Aussage der Journalistin und Ermittlerin Ronna Rísquez gegenüber BBC Mundo.
Seit 2017 geriet Tren de Aragua laut Insight Crime zunehmend in Konflikte mit Banden wie El Tren del Llano im Bundesstaat Sucre im Osten Venezuelas wegen Drogenhandels in die Karibik sowie mit der kolumbianischen Guerillagruppe Nationale Befreiungsarmee (ELN) im Departamento Norte de Santander wegen Menschenhandels.
General a. D. Óscar Naranjo, ehemaliger Vizepräsident Kolumbiens und ehemaliger Leiter der kolumbianischen Nationalpolizei, erklärte 2023 gegenüber CNN, dass Tren de Aragua „die störendste kriminelle Organisation ist, die heute in Lateinamerika operiert, eine echte Herausforderung für die Region“.
Obwohl das Tocorón-Gefängnis im September 2023 von 11.000 venezolanischen Sicherheitskräften erstürmt wurde, konnten Guerrero und Petrica fliehen und die Aktivitäten der Bande fortsetzten.
Seitdem breitete sich die Organisation aufgrund der venezolanischen Flüchtlingskrise in ganz Lateinamerika und den Vereinigten Staaten aus, wobei ihr Wachstum mit der Emigration von Venezolanern einherging. Aufgrund der enormen Ausmaße ihrer Verbrechen wurde der Bekämpfung der Organisation in vielen Ländern, in denen Tren de Aragua tätig war, Priorität eingeräumt. Tren de Aragua ist besonders für seine Rolle im Menschenhandel und bei der Ausbeutung von Migranten bekannt, die versuchen, die Grenzen zu überqueren.
Changa wurde am 1. Juli 2024 in Circasia verhaftet und sitzt seitdem in Kolumbien in Haft. Die Aufenthaltsorte von Petrica und Guerrero sind unbekannt.
Es gibt Berichte, die darauf hindeuten, dass der Tren de Aragua möglicherweise eine Rolle bei der Unterstützung von Venezuelas Staatschef Nicolás Maduro gespielt habe, insbesondere in Bezug auf die Kontrolle von Gefängnissen und die Einschüchterung politischer Gegner.
Gründe für die Entstehung und Expansion des Tren de Aragua sind eng mit den sozialen und wirtschaftlichen Bedingungen in Venezuela verbunden. Die Organisation, ursprünglich im Tocorón-Gefängnis entstanden, nutzte die dort herrschende Korruption und schwache staatliche Kontrolle, um sich zu organisieren und zu expandieren.
Ein zentraler Faktor der Expansion war die schwere Wirtschaftskrise in Venezuela, die ab 2016 zu massiven Migrationsbewegungen führte. Viele Menschen, die das Land verließen, gerieten in prekäre Situationen, die von kriminellen Gruppen wie dem Tren de Aragua ausgenutzt wurden. Die Bande profitierte von der Unsicherheit und den begrenzten Möglichkeiten der Migranten, indem sie in Bereichen wie Menschenhandel und Erpressung aktiv wurde. Darüber hinaus spielte die soziale Fragmentierung eine Rolle. Die schwache staatliche Präsenz und die mangelnde soziale Unterstützung führten dazu, dass kriminelle Organisationen in den betroffenen Gemeinschaften Fuß fassen konnten.

## Mitglieder
Es wird angenommen, dass die Organisation zwischen 4000 und 5000 Mitglieder hat, hauptsächlich Venezolaner. Die Organisation hat keine spezifischen Tätowierungen, wie sie etwa die Zugehörigkeit zu den Maras in Mittelamerika, zu MS13 oder zur 18th Street signalisieren. Vielmehr ähnelt der Tren de Aragua anderen kriminellen Organisationen in Südamerika wie dem Medellin-Kartell oder dem Cali-Kartell, die ohne eigene Tätowierungen eine einfache Identifizierung verhindern.

## Verbreitung und Bereiche
Tren de Aragua ist die erste venezolanische kriminelle Organisation, die ins Ausland expandierte; sie ist in Kolumbien, Brasilien, Peru, Ecuador, Bolivien, Panama, Costa Rica, Chile, Mexiko, Trinidad und Tobago und in den Vereinigten Staaten vertreten. In Lateinamerika spielt sie eine besonders dominante Rolle im Menschenhandel und Menschenschmuggel. Die Organisation ist an einer Vielzahl von kriminellen Aktivitäten beteiligt, wie Waffenhandel, Bestechung, Zuhälterei, Cyberkriminalität, Drogenhandel, illegalem Bergbau, Entführungen gegen Lösegeld und Geldwäsche.

### Bolivien
In Bolivien ist der Tren de Aragua vor allem in Grenzregionen wie Pisiga aktiv, wo er sich auf Menschenhandel, insbesondere mit Frauen und Kindern, sowie auf Drogenhandel und Erpressung spezialisiert hat. Die Organisation nutzt die geografische Lage Boliviens, um illegale Aktivitäten zwischen den Nachbarländern zu koordinieren.
In Santa Cruz, einer der größten Städte Boliviens, wurden Fälle von Erpressung und Bedrohung gemeldet. Mitglieder des Tren de Aragua sollen von Geschäftsinhabern und Migranten Schutzgeld verlangt haben. Es gibt auch Hinweise darauf, dass die Organisation in den Menschenhandel verwickelt ist und Migranten für illegale Aktivitäten ausbeutet.

### Brasilien
In Brasilien ist der Tren de Aragua in mehreren Bundesstaaten aktiv, darunter Roraima, Santa Catarina, Paraná und Amazonas. Zu den Hauptaktivitäten gehören: Menschenhandel, Drogenhandel, Gewalt und Erpressung, einschließlich Mord und Verstümmelung.
Die Partnerschaft mit dem Kartell Primeiro Comando da Capital hat es dem Tren de Aragua ermöglicht, seine kriminellen Netzwerke zu erweitern und Zugang zu neuen Märkten zu erhalten. Diese Zusammenarbeit umfasst den Austausch von Waffen und die gemeinsame Kontrolle von Drogenhandelsrouten.

### Costa Rica
In Costa Rica hat der Tren de Aragua seine kriminellen Aktivitäten durch die Ausnutzung von Migrationsströmen und die Zusammenarbeit mit lokalen kriminellen Netzwerken ausgeweitet. Zu den dokumentierten Aktivitäten gehören Menschenhandel, Erpressung und Drogenhandel.

### Ecuador
In Ecuador wurde der Tren de Aragua offiziell als terroristische Organisation eingestuft. Mit einem Dekret des Präsidenten Daniel Noboa wurde die Bande als Bedrohung für die nationale Sicherheit und die Souveränität des Staates anerkannt. Die Gruppe operiert in Ecuador durch verschiedene kriminelle Netzwerke, die unter anderem in den Städten Tulcán und Quito aktiv sind. Zu den dokumentierten Aktivitäten gehören Fälle von Erpressung und organisierter Kriminalität.

### Chile
In Chile hat der Tren de Aragua eine bedeutende Präsenz aufgebaut und ist für eine Vielzahl schwerer Verbrechen verantwortlich, darunter Menschenhandel, Drogenhandel, Erpressung, Entführungen und Mord. Die Gruppe operiert durch lokale Zellen, wie die sogenannte „Los Gallegos“, die in der Region Arica und anderen Teilen des Landes aktiv sind. Diese Zellen nutzen unbesiedelte Gebiete und soziale Unsicherheiten, um ihre kriminellen Netzwerke zu erweitern.
Die Aktivitäten des Tren de Aragua haben zu einen Anstieg von Gewalt und Kriminalität in Chile geführt, was die Regierung dazu veranlasst hat, Maßnahmen gegen die Organisation zu ergreifen. Die Bande hat auch die chilenische Gesellschaft durch ihre brutalen Methoden und ihre Fähigkeit, lokale kriminelle Gruppen zu verdrängen, erheblich beeinflusst.

### Kolumbien
In Kolumbien hat der Tren de Aragua, neben Chile, seine bedeutendste ausländische Präsenz aufgebaut und ist für eine Vielzahl schwerer Verbrechen verantwortlich, darunter Menschenhandel, Drogenhandel, Erpressung, Entführungen und Mord. Die Gruppe operiert durch lokale Zellen, die in Städten wie Bogotá und Soacha aktiv sind. Diese Zellen nutzen soziale Unsicherheiten und die Nähe zur venezolanischen Grenze, um ihre kriminellen Netzwerke zu erweitern. Die Bande hat die kolumbianische Gesellschaft durch ihre brutalen Methoden und ihre Fähigkeit, lokale kriminelle Gruppen zu verdrängen, erheblich beeinflusst.
Im Jahr 2024 wurde Salomon Fernandez Torres, ein führendes Mitglied der Organisation, in Aguazul, Casanare, festgenommen. Diese Festnahme war ein bedeutender Schritt im Kampf gegen die kriminellen Aktivitäten der Bande in Kolumbien.

### Mexiko
In Mexiko ist der Tren de Aragua vor allem in Grenzregionen wie Chihuahua und Quintana Roo aktiv. Die Organisation nutzt diese Regionen als Transitpunkte für den Schmuggel von Migranten, insbesondere Frauen und Mädchen, die oft sexuell ausgebeutet werden. Berichten zufolge arbeitet die Gruppe eng mit mexikanischen Kartellen zusammen, um ihre Operationen zu koordinieren und ihre Reichweite zu erweitern.
Die Aktivitäten des Tren de Aragua umfassen auch Erpressung und die Nutzung von Gewalt, um Kontrolle über bestimmte Gebiete zu erlangen. In Zentralmexiko wurden Fälle von Entführungen und Morden dokumentiert, die mit der Organisation in Verbindung stehen. Die Gruppe hat sich auch an der Ausbeutung von Migranten beteiligt, indem sie diese in Schuldknechtschaft zwingt oder sie für ihre Operationen einsetzt.

### Panama
In Panama operiert der Tren de Aragua hauptsächlich im Untergrund und hat Einfluss auf lokale kriminelle Netzwerke. Die Gruppe arbeitet hier mit anderen internationalen Kartellen wie dem Clan del Golfo zusammen, um lokale Banden zu finanzieren und ihre Aktivitäten auszuweiten. Zu den Hauptaktivitäten gehören: Menschenhandel, Kontrolle über Migrationsrouten und Ausbeutung von Migranten, Transport und Vertrieb von illegalen Substanzen sowie Erpressung von Einzelpersonen und Unternehmen.
Die Präsenz des Tren de Aragua in Panama stellt eine erhebliche Bedrohung für die öffentliche Sicherheit dar und die kriminelle Organisation zeigt wenig Respekt vor staatlichen Autoritäten und greift sogar Polizeibeamte an. Die Behörden in Panama haben begonnen, verstärkt gegen den Tren de Aragua vorzugehen, indem sie Grenzkontrollen verschärfen und die Zusammenarbeit mit internationalen Sicherheitsdiensten intensivieren.

### Vereinigte Staaten
Tren de Aragua tauchte in den frühen 2020er Jahren überall in den Vereinigten Staaten auf, als eine Welle von Migranten die mexikanisch-amerikanische Grenze überquerte, insbesondere aus Venezuela. Telemundo schrieb im März 2024 unter Berufung auf mehrere Strafverfahren gegen mutmaßliche Mitglieder der Bande, dass die Gruppe offensichtlich „auch in den Vereinigten Staaten eine immer größere Präsenz hat“. Im Januar 2024 bestätigte das Federal Bureau of Investigation Berichte, wonach die Bande in den Vereinigten Staaten aktiv sei. Am 11. Juli 2024 kündigten das US-Finanzministerium und das Weiße Haus Sanktionen gegen die Bande an und stuften sie als „transnationale kriminelle Organisation“ ein. Das Außenministerium setzte außerdem eine Belohnung von 12 Millionen Dollar für Informationen aus, die zur Festnahme der Anführer der Organisation führen. Im Jahr 2024 führten US-Beamte an der Grenze zwischen den USA und Mexiko verstärkte Befragungen alleinstehender männlicher venezolanischer Migranten durch, um sie auf Mitgliedschaft im Tren de Aragua zu überprüfen. Mitglieder des Tren de Aragua wurden mit Verbrechen in den Vereinigten Staaten in Verbindung gebracht, darunter auch Morde.
Tren de Aragua war ein wichtiges Thema in der Präsidentschaftskampagne 2024 von Donald Trump. In einem Kommentar in der Zeitschrift Americas Quarterly hieß es, dass die Reichweite von Tren de Aragua in den Vereinigten Staaten in Wirklichkeit übertrieben sei, da die Bande nur in Peru und Chile über ständige Zellen außerhalb Venezuelas verfüge und sogar im venezolanischen Nachbarland Kolumbien nur mit begrenztem Erfolg tätig sei.
Am 20. Januar 2025 erließ US-Präsident Donald Trump eine Verordnung, mit der das Verfahren zur Einstufung verschiedener Drogenkartelle und transnationaler Banden, darunter auch Tren de Aragua, als ausländische terroristische Organisationen eingeleitet wurde. Mit Inkrafttreten der Verordnung am 20. Februar 2025 wurden diese Gruppen offiziell zu terroristischen Organisationen erklärt.
Im März 2025 schoben die USA 238 venezolanische Staatsbürger, angebliche Mitglieder von Tren de Aragua, nach El Salvador ab. Sie sitzen dort gegen eine Zahlung von sechs Millionen USD durch die USA an El Salvador im Centro de Confinamiento del Terrorismo (CECOT) ein. Nach Bekanntwerden dieser Inhaftierungen bestritt Venezuelas Staatschef Nicolas Maduro, dass die Häftlinge Mitglieder von Tren de Aragua seien und die Organisation noch in Venezuela existiere, und verlangte die Auslieferung der Inhaftierten. Maduro versicherte, die Organisation in Venezuela beseitigt zu haben. Dies wird von einigen Medien bezweifelt. Einen Tag später erklärte der Direktor der US-Einwanderungs- und Zollbehörde Todd Lyons, dass die Agentur seit der Amtseinführung Trumps fast 400 angebliche  Mitglieder Tren de Araguas verhaftet habe.

### Peru
Aufgrund der starken Präsenz des Tren de Aragua in Lima kam es vermehrt zu fremdenfeindlichen Äußerungen gegenüber Venezolanern. Nach Zusammenstößen zwischen Peruanern und venezolanischen Migranten auf dem Gamarra-Markt in Lima veröffentlichte die Ortsgruppe „Los Gallegos“ des Tren de Aragua ein Video, in dem es heißt: „Es wird keinen Frieden für Peruaner geben, die Fremdenfeindlichkeit unterstützen. Wir werden beginnen, alle peruanischen Motortaxi-Fahrer zu töten.“ Allein im Jahr 2023 wurden mindestens 183 mutmaßliche Mitglieder verhaftet.

### Trinidad und Tobago
In Trinidad und Tobago ist der Tren de Aragua vor allem in Verbindung mit dem Schmuggel von Migranten aus Venezuela aktiv. Berichten zufolge arbeiten Mitglieder der Organisation mit lokalen kriminellen Netzwerken zusammen, um illegale Einwanderer ins Land zu bringen. Dabei werden Frauen und Kinder oft als „Schutzschilde“ eingesetzt, um Sicherheitsmaßnahmen zu umgehen. Die Gruppe ist auch in den Bereichen Drogenhandel und Menschenhandel tätig und nutzt die geografische Lage Trinidads als Transitpunkt für illegale Aktivitäten. Experten fordern verstärkte Maßnahmen zur Bekämpfung der kriminellen Aktivitäten und zur Sicherung der Grenzen.